# 石井邦猷

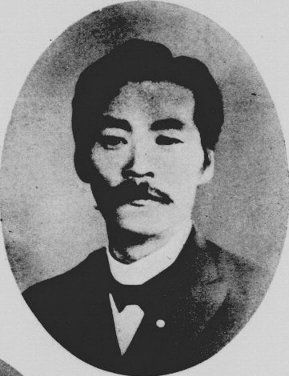
石井邦猷

石井邦猷（いしい くにみち、天保8年6月13日（1837年7月15日） - 明治26年（1893年）2月3日）は、幕末から明治にかけての官僚。通称は虎雄。

## 略歴
豊後日出藩藩士。明治維新後に陸軍に入り中佐。明治政府で警察官僚となる。
- 1869年（明治2年） 軍務官に出仕
- 1871年（明治4年） 陸軍少佐
- 1881年（明治14年） 監獄局長
- 1885年（明治18年） 三重県令
- 1888年（明治21年）6月 佐賀県知事に就任
- 1889年（明治22年）12月 元老院議官
- 1890年（明治23年）10月20日 - 錦鶏間祗候[1]
- 墓所は青山霊園。

## 栄典
位階
- 1893年（明治26年）2月3日 - 正四位[2]

勲章等
- 1887年（明治20年）12月27日 - 銀製黄綬褒章[3]
- 1889年（明治22年）11月25日 - 大日本帝国憲法発布記念章[4]

## 親族
- 養子に外務大臣となる石井菊次郎がいる。